# Duchroth
Duchroth ist eine Ortsgemeinde im Landkreis Bad Kreuznach in Rheinland-Pfalz. Sie gehört der Verbandsgemeinde Rüdesheim an.

## Geographie

### Lage
Duchroth liegt auf 240 m ü. NHN im Naherholungsgebiet Rheingrafenstein, südlich des Hunsrücks, zwischen der Kurstadt Bad Kreuznach und der Edelsteinstadt Idar-Oberstein, unweit des benachbarten Odernheim am Glan, wo der Glan in die Nahe mündet. Nördlich des Dorfes erhebt sich der 340 m hohe Gangelsberg.

### Gemeindeteile
Zu Duchroth gehören auch die Wohnplätze Dimrotherhof, Hof Schönblick und Montforterhof.

### Klima
Der Jahresniederschlag beträgt 633 mm.

## Geschichte

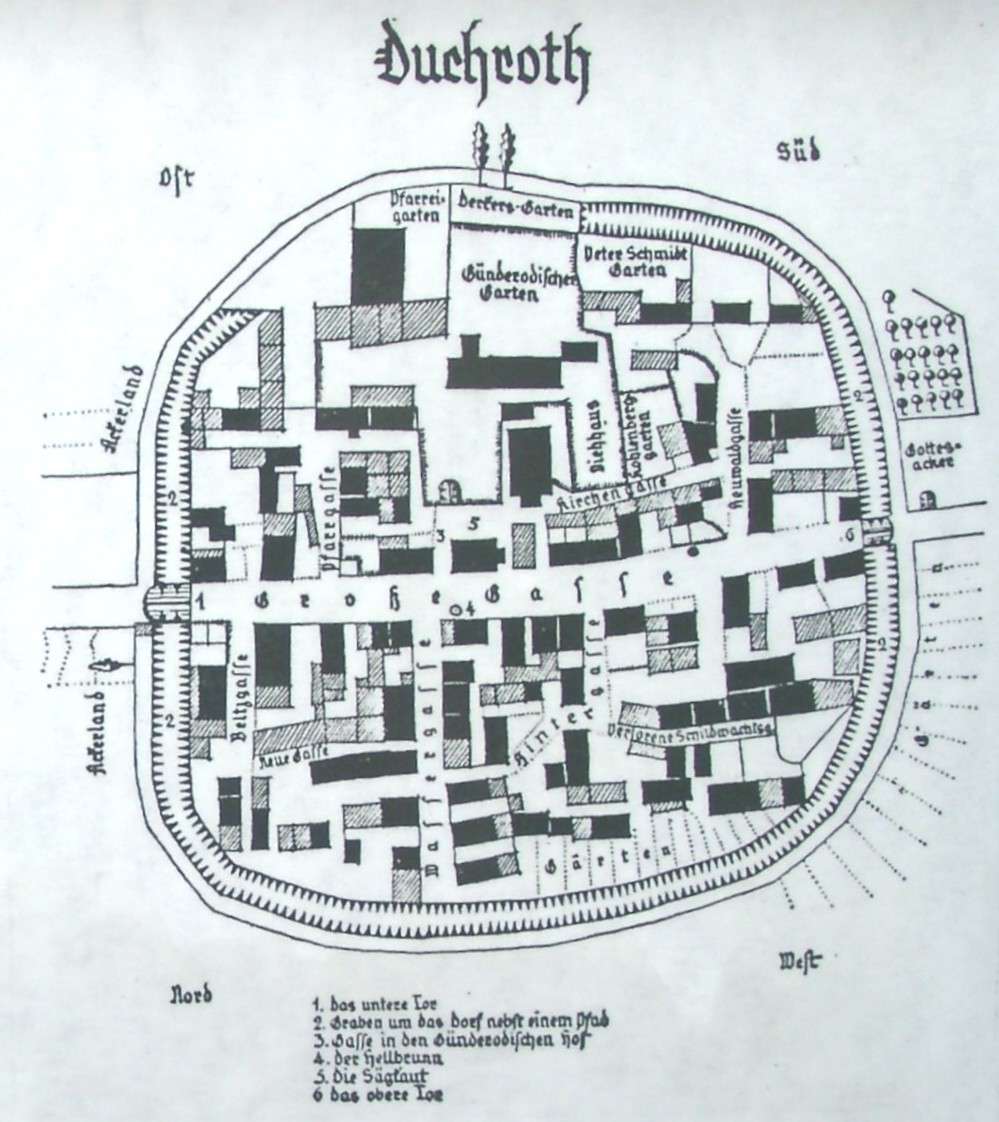
Ortsplan von 1798, gezeichnet von J. Eimann

Der Ort wurde im Jahr 1128 erstmals in einer Urkunde des Mainzer Erzbischofs Adalbert I. als Royde erwähnt; sie bezieht sich auf die Zeit des Erzbischofs Willigis (ab 975). Darin wird das Dorf verpflichtet, die St. Marien-Kapelle auf dem Disibodenberg teilweise zu unterhalten.
Im Jahre 1418 stritten Herzog Stephan von Zweibrücken, Sohn des römisch-deutschen Königs Ruprecht von der Pfalz, und Graf Friedrich von Montfort um das Dorf. Während des sog. „Duchrother Kriegs“ kam es auf beiden Seiten zu Toten und Verletzten sowie zu Raub und Brand im Dorf.
Im 16. Jahrhundert wurde das Rathaus errichtet, das heute eines der ältesten in Rheinland-Pfalz ist.
Im 17. und 18. Jahrhundert führten die wirtschaftlich schweren Zeiten dazu, dass viele nach Russland, Amerika oder nach Südosteuropa (Batschka, Banat) auswanderten. Johann Eimann aus Duchroth ist ein Siedlungspionier, der die Siedlungsgeschichte der Batschka begründet hat.
In der zweiten Hälfte des 18. Jahrhunderts wurde Duchroth durch seinen Landesherrn Christian IV. gezwungen, an der Lotterie zur Erbauung der Zweibrücker Herzogsvorstadt teilzunehmen. Tatsächlich gewann das Los des Dorfes. Der Preis, ein Gebäude am Herzogsplatz, wurde sofort verkauft und mit dem Erlös eine Woche durchgefeiert.
Das Dorf, wie es sich 1798 darstellte, ist durch eine von Eimann aus dem Gedächtnis angefertigte Skizze überliefert. Der Plan zeigt die noch heute größtenteils vorhandene Dorfstruktur, kreisförmig umschlossen von Ringpfad und Graben.
Durch den Wiener Kongress kam das bislang pfälzische Duchroth zu Bayern, wo es bis 1945 verblieb und zum Rheinkreis, ab 1838 Rheinpfalz genannt, gehörte. 1848 standen viele Duchrother auf Seite der nationalen Freiheitsbewegung, weshalb eine längere Zeit im Dorf eine Kompanie bayrischer Jäger zur Strafe einquartiert war. Der Duchrother August Geib war Gründungsmitglied der SPD und ihr erster Schatzmeister.
Duchroth war bis zum 1. Januar 1965 mit dem Nachbarort Oberhausen zur Ortsgemeinde Duchroth-Oberhausen vereinigt.
Bei der Gebietsreform 1969 wurde die Ortsgemeinde Duchroth vom Landkreis Rockenhausen in den Landkreis Bad Kreuznach umgegliedert. Kirchlich gehört Duchroth weiterhin zur Evangelischen Kirche der Pfalz und zum Bistum Speyer.
Bevölkerungsentwicklung
Die Entwicklung der Einwohnerzahl von Duchroth; die Werte von 1871 bis 1987 beruhen auf Volkszählungen:
| Jahr | Einwohner |
| ---- | --------- |
| 1815 | 809       |
| 1835 | 1.016     |
| 1871 | 1.138     |
| 1905 | 1.107     |
| 1939 | 671       |
| 1950 | 729       |
| 1961 | 671       |

| Jahr | Einwohner |
| ---- | --------- |
| 1970 | 643       |
| 1987 | 588       |
| 1997 | 577       |
| 2005 | 591       |
| 2011 | 549       |
| 2017 | 545       |
| 2023 | 553       |

## Politik

### Bürgermeister
Ortsbürgermeister ist Jörg Schneiß. Nach der Kommunalwahl am 26. Mai 2019 wurde er Nachfolger von Manfred Porr, der nach 35 Jahren im Amt nicht erneut kandidiert hatte.
Schneiß wurde im Juni 2024 wiedergewählt.

## Kultur und Sehenswürdigkeiten
- Siehe auch: Liste der Kulturdenkmäler in Duchroth

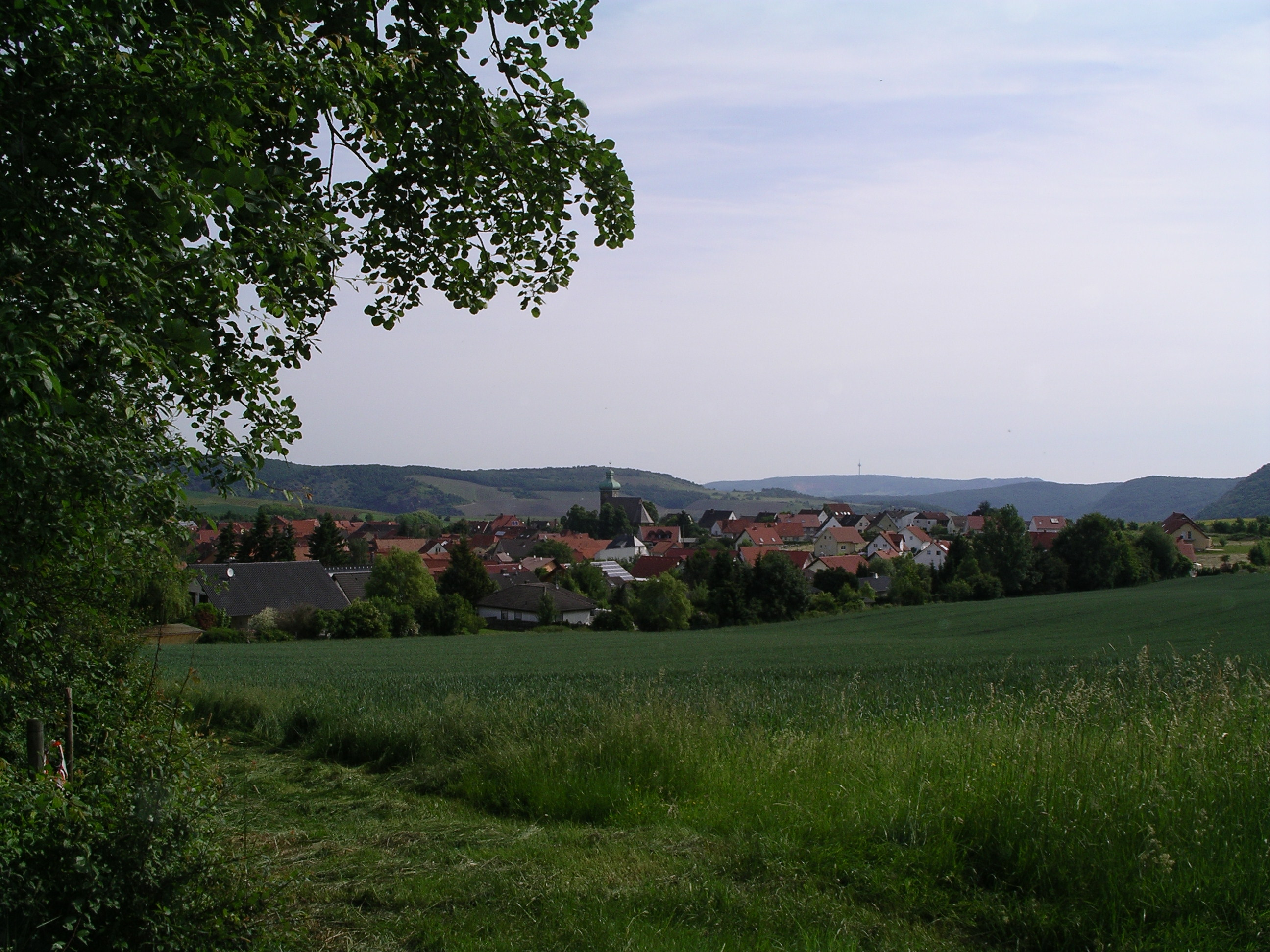
Blick auf Duchroth
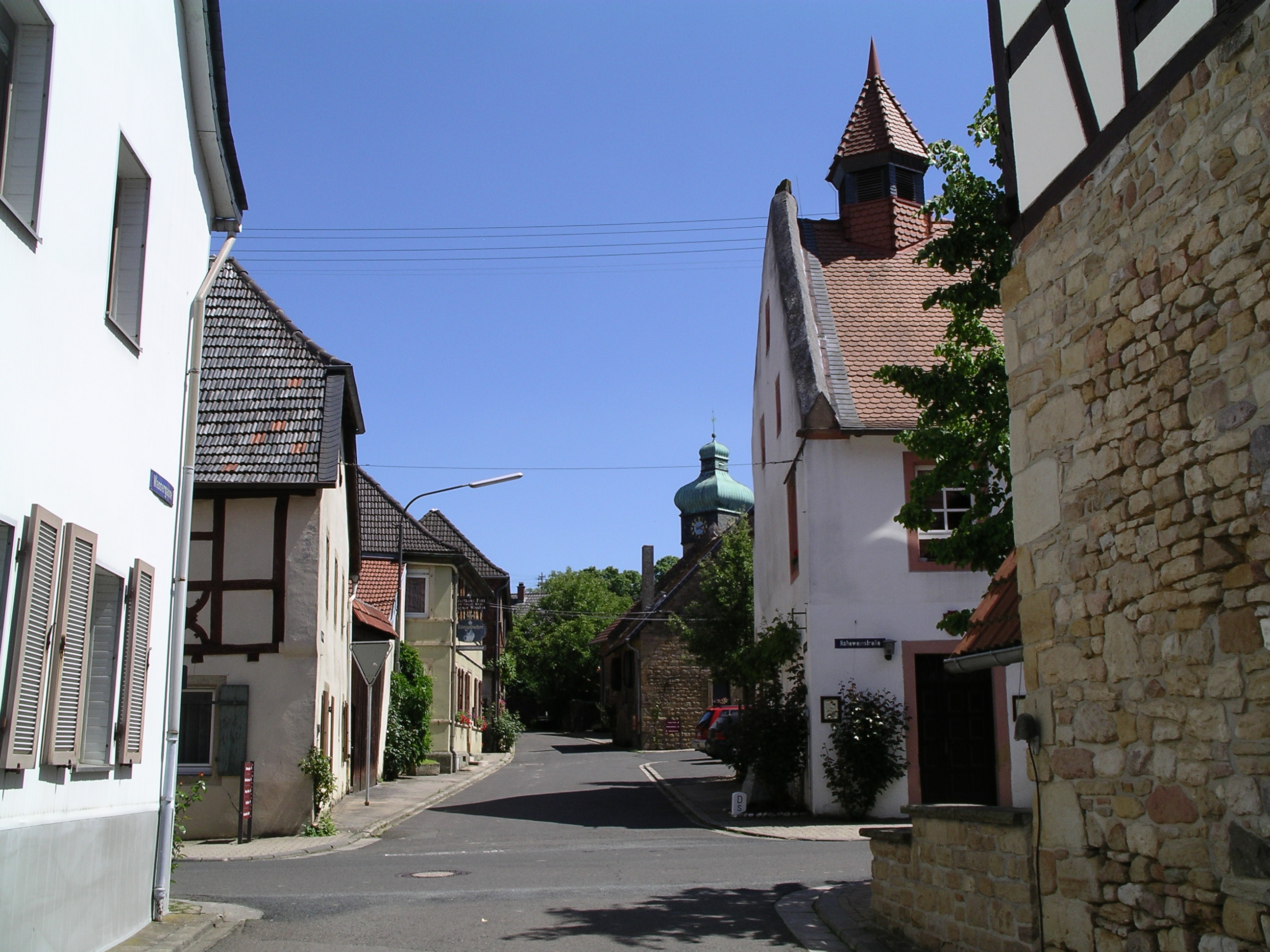
Dorfstraße, Rathaus, Kirche
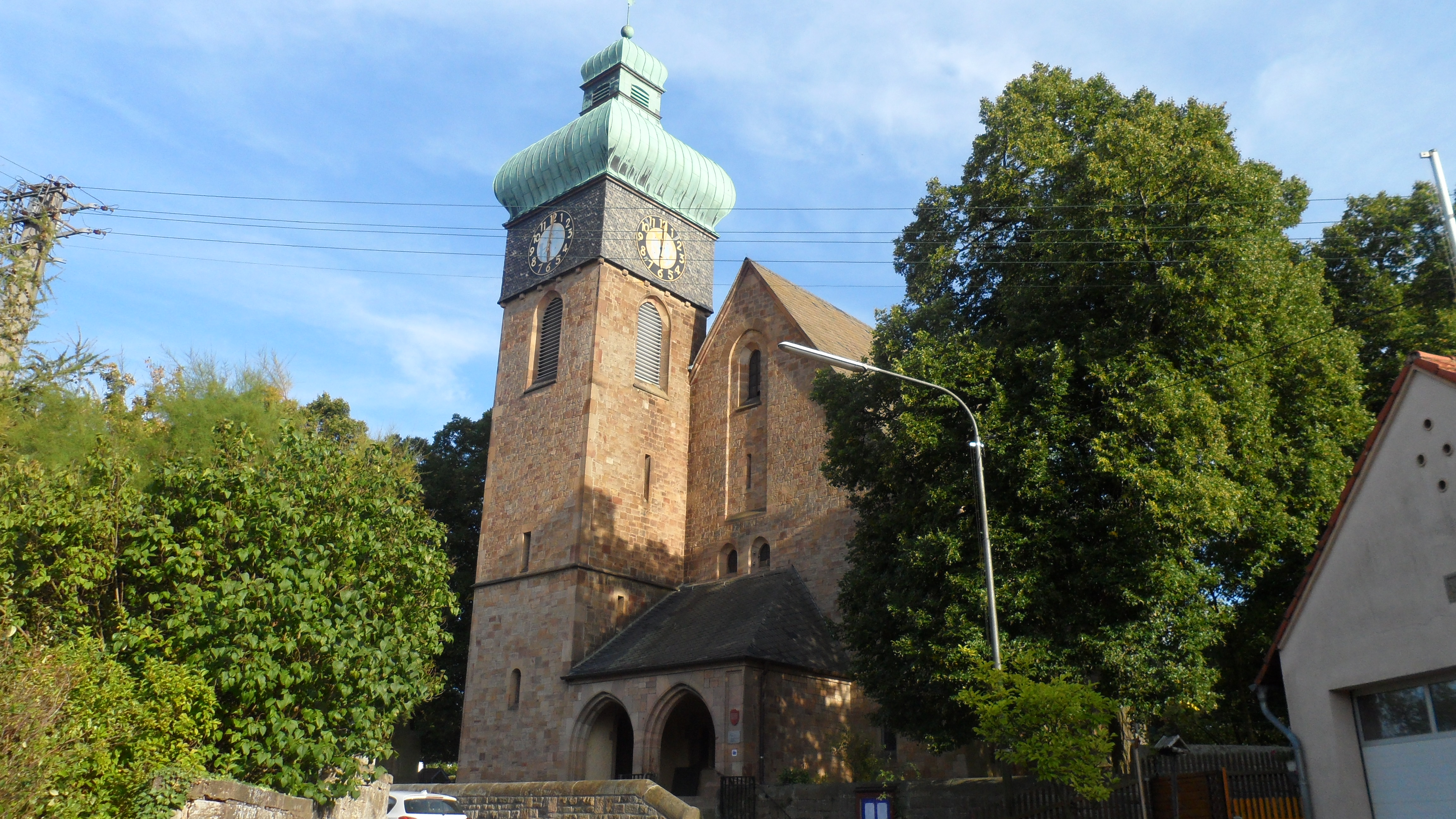
Evangelische Kirche Duchroth
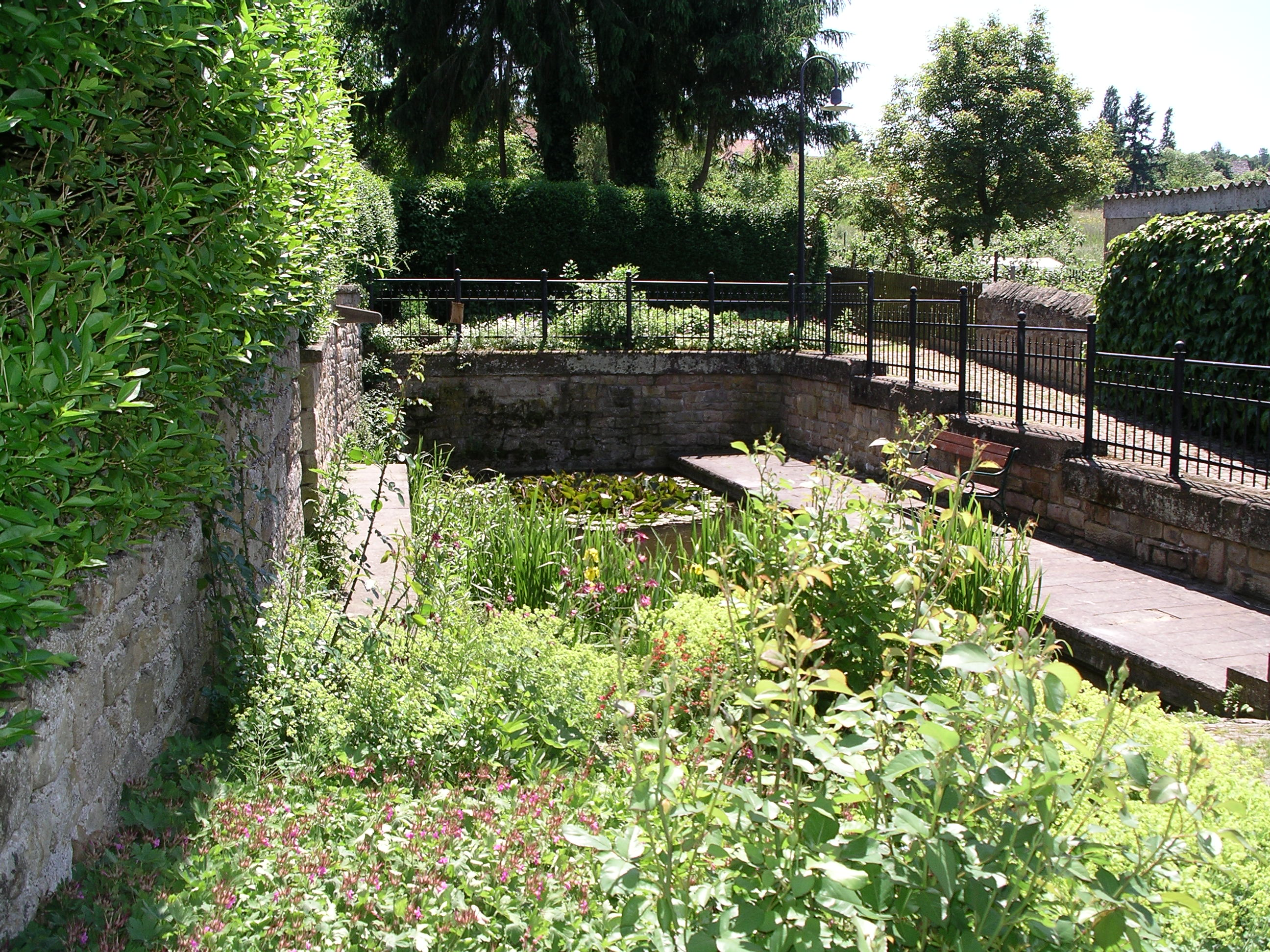
Das „Biet“

## Wirtschaft und Infrastruktur

### Weinbau
Duchroth gehört zum „Weinbaubereich Nahetal“ im Anbaugebiet Nahe. Im Ort sind elf Weinbaubetriebe tätig, die bestockte Rebfläche beträgt 35 Hektar. Etwa 85 % des angebauten Weins sind Weißweinrebsorten (Stand 2007). Im Jahre 1979 waren noch 36 Betriebe tätig, die damalige Rebfläche war mit 59 Hektar annähernd doppelt so groß.

### Verkehr
Im Norden verläuft die Bundesstraße 41.
Duchroth hatte einen Bahnhof an der Glantalbahn. 1961 wurde der zu einem Haltepunkt herabgestuft, der Abschnitt der Bahnstrecke, an der der Haltepunkt lag, im Herbst des gleichen Jahres stillgelegt. Heute sind die nächstgelegenen Bahnhöfe die von Norheim und Staudernheim an der Bahnstrecke Bingen–Saarbrücken.

## Persönlichkeiten

### Söhne und Töchter der Gemeinde
- Johann Eimann (1764–1847), deutscher Kolonist im Königreich Ungarn
- August Geib (1842–1879), frühsozialistischer Lyriker, Buchhändler und Mitglied des deutschen Reichstages.
- Richard Schöpper (1877–?), Verwaltungsjurist und Bezirksoberamtmann
- Heinrich Schubert (* 1951), Leichtathlet
- Astrid Frick, Nahe-Weinkönigin 2003/2004
- Christine Dautermann, Nahe-Weinkönigin 2008/2009